# 前澤洋介
前澤 洋介（まえざわ ようすけ、1963年11月10日 - ）は、日本の実業家、株式会社カネボウ化粧品代表取締役社長、花王株式会社上席執行役員コンシューマープロダクツ事業統括部門化粧品事業部門長、モルトンブラウン会長、エキップ代表取締役社長。

## 人物・経歴
1963年11月10日生まれ、東京都出身。立教大学社会学部卒業後、鐘紡（現・カネボウ化粧品）に入社。
2005年7月、カネボウ化粧品欧米マーケティング室欧米マーケティンググループ統括マネジャー、2010年10月、同社マーケティング部門国際マーケティンググループ統括マネジャー、2013年1月、スイスのKanebo Cosmetics（Europe）Ltd. 代表取締役に就任。
2017年3月、エキップ代表取締役社長に就任し、2021年1月から花王コンシューマープロダクツ事業統括部門化粧品事業部門プレステージビジネスグループ長を兼務。
2023年1月、カネボウ化粧品代表取締役社長、花王上席執行役員コンシューマープロダクツ事業統括部門化粧品事業部門長、モルトンブラウン会長に就任。